# یواس‌اس چارمیان دوم (اس‌پی-۶۹۶)
یواس‌اس چارمیان دوم (اس‌پی-۶۹۶) (به انگلیسی: USS Charmian II (SP-696)) یک کشتی بود که طول آن ۵۹ فوت (۱۸ متر) بود.